# Erioptera tantilla
Erioptera tantilla är en tvåvingeart som beskrevs av Alexander 1916. Erioptera tantilla ingår i släktet Erioptera och familjen småharkrankar. Inga underarter finns listade i Catalogue of Life.